# Número de Erdős-Woods
En teoría de números, se dice que un entero positivo k es un número de Erdős-Woods si tiene la siguiente propiedad: existe un número entero positivo tal que en la secuencia (a, a + 1, ..., a + k) de enteros consecutivos, cada uno de los elementos tiene un factor común no trivial con uno de los puntos finales. En otras palabras, k es un número de Erdős-Woods si existe un entero positivo tal que para cada entero i entre 0 y k, al menos uno de los máximos comunes divisores MCD (a, a + i) y MCD (a + i, a + k) es mayor que 1.

## Ejemplo
Los primeros números de Erdős-Woods son
16, 22, 34, 36, 46, 56, 64, 66, 70 … (sucesión A059756 en OEIS).
(Podría decirse que 0 y 1 también podrían incluirse como entradas triviales).

## Historia
La investigación de tales números surgió de la siguiente conjetura previa de Paul Erdős:
Existe un entero positivo k tal que cada entero a está determinado únicamente por la lista de divisores primos de a, a + 1, ..., a + k.
Alan R. Woods investigó esta cuestión para su tesis de 1981. Woods conjeturó que siempre que k > 1, el intervalo [a, a + k] siempre incluye un número coprimo para ambos puntos finales. Poco después encontró la primera secuencia ejemplo, [2184, 2185, ..., 2200], con k = 16. La existencia de esta secuencia muestra que 16 es un número de Erdős-Woods.
Dowe (1989) demostró que hay infinitos números de Erdős-Woods, y Cégielski, Heroult y Richard (2003) probaron que el conjunto de números de Erdős-Woods es recursivo.